# فرودگاه پامز پلیس
 فرودگاه پامز پلیس (به انگلیسی: Pam's Place Airport) یک فرودگاه همگانی بهره‌برداری هوایی است که یک باند فرود چمن دارد و طول باند آن ۱۱۰۶ متر است. این فرودگاه در کشور ایالات متحده آمریکا قرار دارد و در ارتفاع ۲۴۲ متری از سطح دریا واقع شده است.